# Valerianella locusta
Mâche, doucette, raiponce
«  Mâche » redirige ici. Pour les autres significations, voir Mache.
Pour les articles homonymes, voir Valerianella et Locusta.
Espèce
Synonymes
- Valeriana locusta L. (Basionyme)
- Valeriana locusta var. olitoria L.
- Valerianella olitoria (L.) Pollich

Classification phylogénétique
Statut de conservation UICN

 LC  : Préoccupation mineure
Valerianella locusta, la mâche (également appelée blanchette, boursette, clairette, raiponce, oreillette ou oreille-de-lièvre, valérianelle, valérianelle cultivée, herbe des chanoines, en Belgique, salade de blé, dans le Midi de la France, doulcéta, doucette, gallinette, poule grasse (les volailles dans les cours de ferme s'en nourrissaient volontiers), ou en Savoie et en Suisse romande, rampon, ramponnet) est une petite plante herbacée annuelle de la famille des Caprifoliaceae (anciennement Valerianaceae), originaire de l’Afrique, de l’Amérique du Nord et de l’Eurasie. C'est de cette espèce que sont issues les variétés cultivées consommées le plus souvent crues en salades.

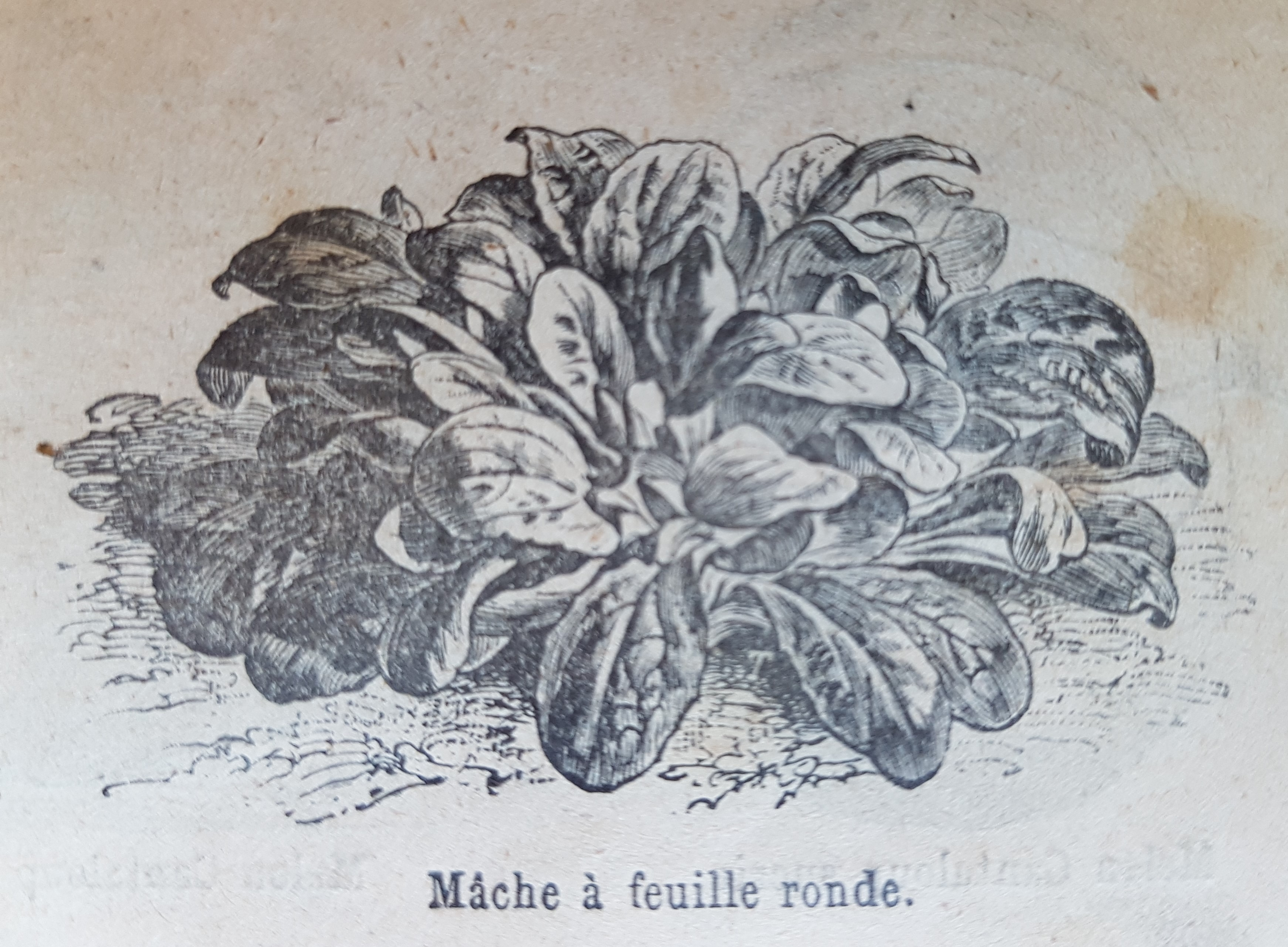
Illustration (catalogue Vilmorin-Andrieux du printemps 1900).

## Caractéristiques
- Organes végétatifs
  - Petite plante annuelle de 10 à 40 cm, presque glabre, d'aspect délicat. Racines blanches. Feuilles vertes très tendres, toutes de forme spatulée, obtuses, légèrement charnues : à la base en rosette, se superposant pour former de petites touffes ; feuilles caulinaires opposées sur la tige. Tige à division dichotomique
- Organes reproducteurs
  - Inflorescences globuleuses (cyme multipare) de très petites fleurs à 5 pétales
  - Couleur dominante des fleurs : bleu cendré
  - Période de floraison : mai-juillet
  - Sexualité : hermaphrodite
  - Ordre de maturation : homogame
  - Pollinisation : autogame
- Graine
  - Fruit : akène
  - Dissémination : barochore[2]

## Statuts de protection, menaces

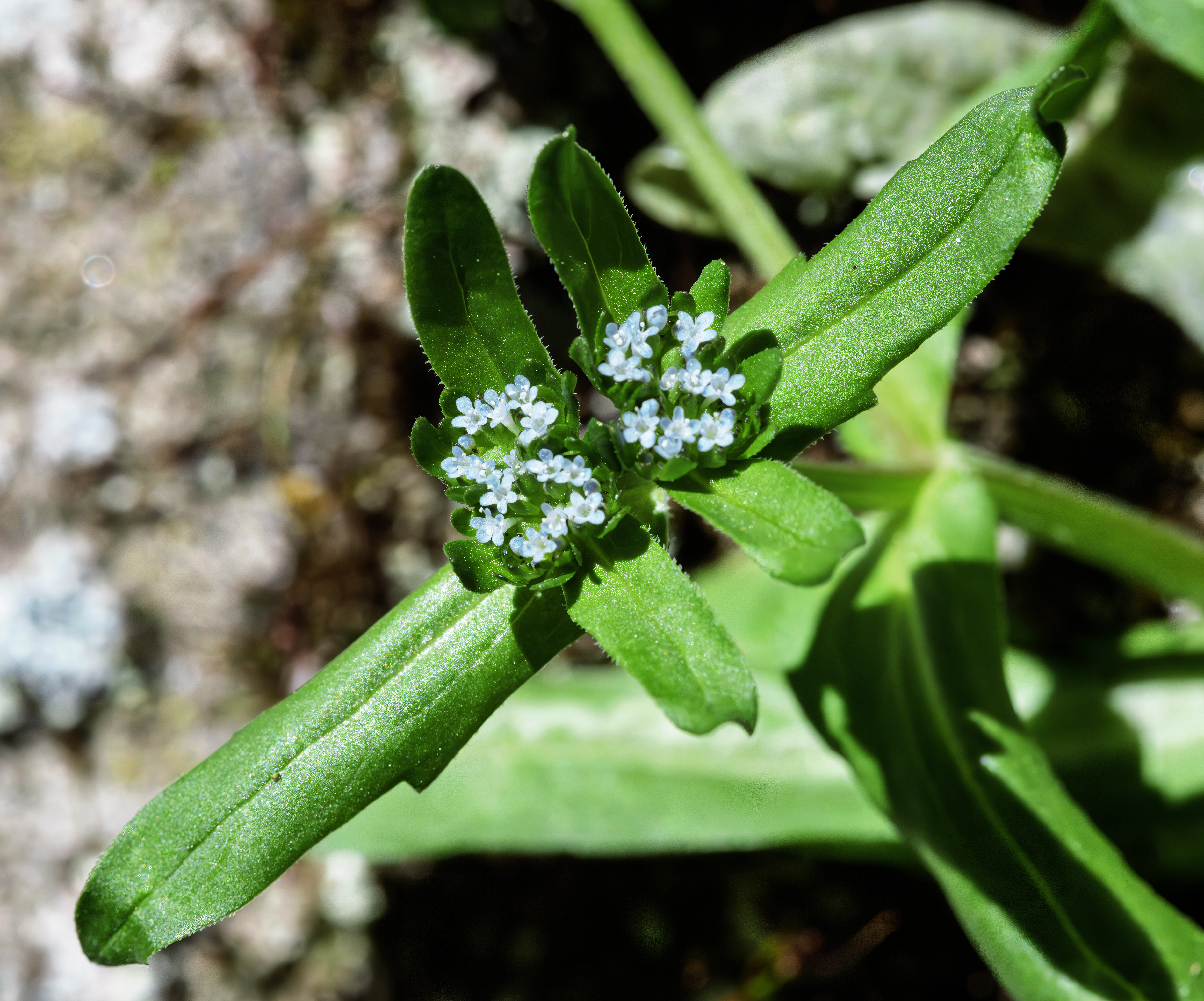
Valerianella locusta dans l'interstice d'un mur de pierre

L'espèce n'est pas encore évaluée à l'échelle mondiale et européenne par l'UICN. En France elle est classée comme non préoccupante .

## Principales variétés cultivées
- À grosse graine, Agathe, Audace, Baron, Coquille de Louviers, D'Italie à feuilles de laitue, Eden, Gala, Match, Ronde maraîchère, Sapiana, Verte à cœur plein, Verte de Cambrai, Verte d'Étampe…

## Culture
Longtemps cueillie comme plante sauvage, la mâche est cultivée depuis le XVIIIe siècle. La France en est le premier producteur mondial, l'exploitation y est concentrée en Loire-Atlantique.
Sauvage dans les terres anciennement labourées et les champs où elle pousse spontanément, surtout en automne. Elle peut supporter des milieux très arides hormis les déserts et n'a quasiment pas besoin de soins à part de l'eau.
Cultivée comme salade d'hiver :
- préparation du sol, avant le mois de juillet ;
- semis clair de juillet à octobre : semis à la volée à raison de 1 000 graines par mètre carré ou semis en ligne avec des écartements de 20 centimètres de large favorisant le désherbage ; le semis en association avec d'autres légumes (poireau, tomate) favorise l'ombrage nécessaire à sa germination[réf. nécessaire] ;
- récolte, de septembre à mars, par les maraîchers des Pays de la Loire et notamment dans la Loire-Atlantique, dont la production de 30 000 tonnes par an représente en 2009 85 % du total français et 50 % du total européen[4].

Environ trois mois après le semis, la mâche commence à monter en graines. Deux orientations peuvent alors être envisagées :
- la récolte, en vue de la consommer (car une fois montée, elle est très fibreuse),
- la montée en graines, afin de laisser la plante ressemer ses propres graines sur la même parcelle, par dispersion naturelle.

Principales maladies : oïdium, rouille. La création variétale a permis d'améliorer la résistance au mildiou (Perenospora).

## Utilisations

### Alimentaire

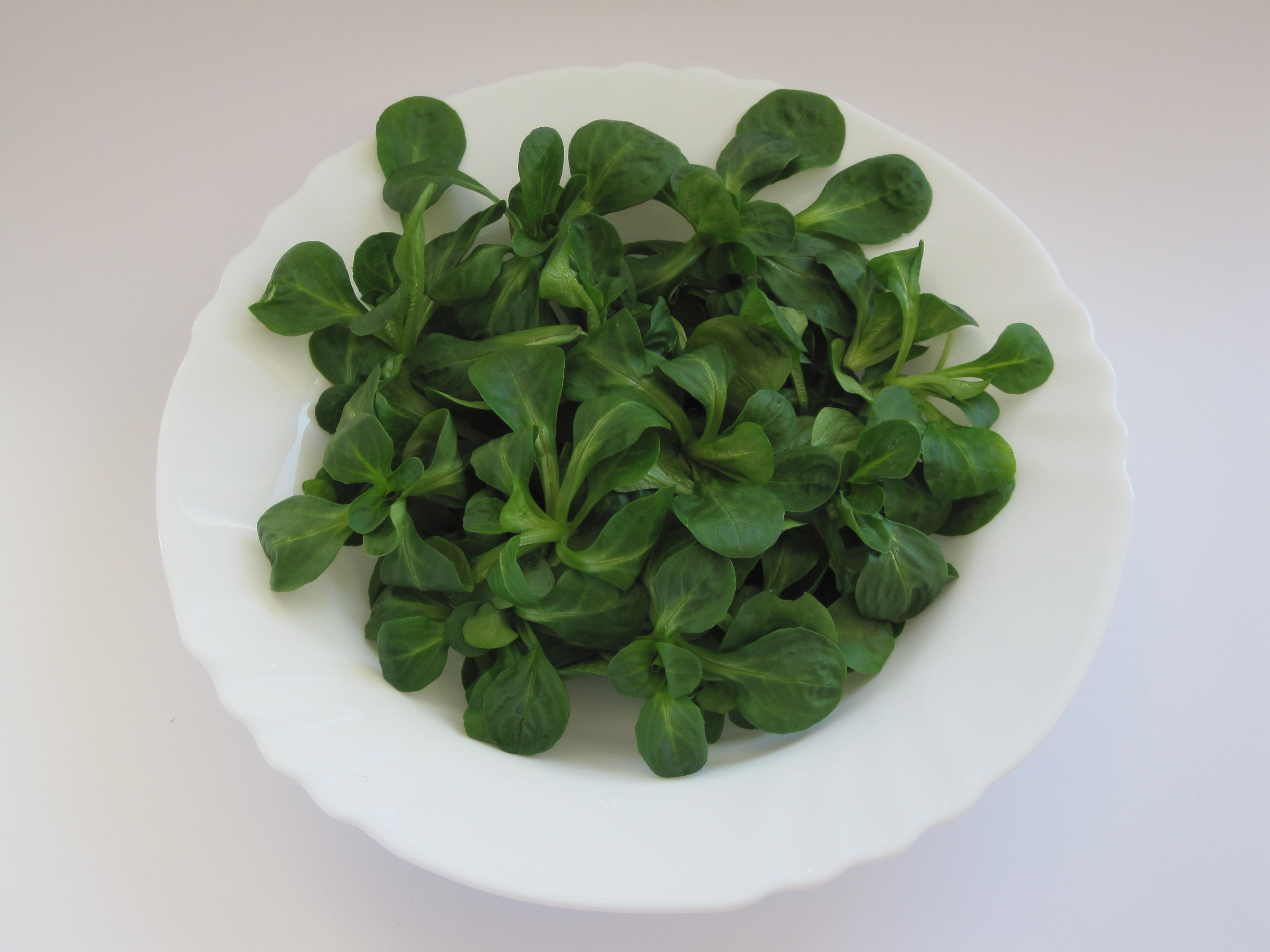
En salade.

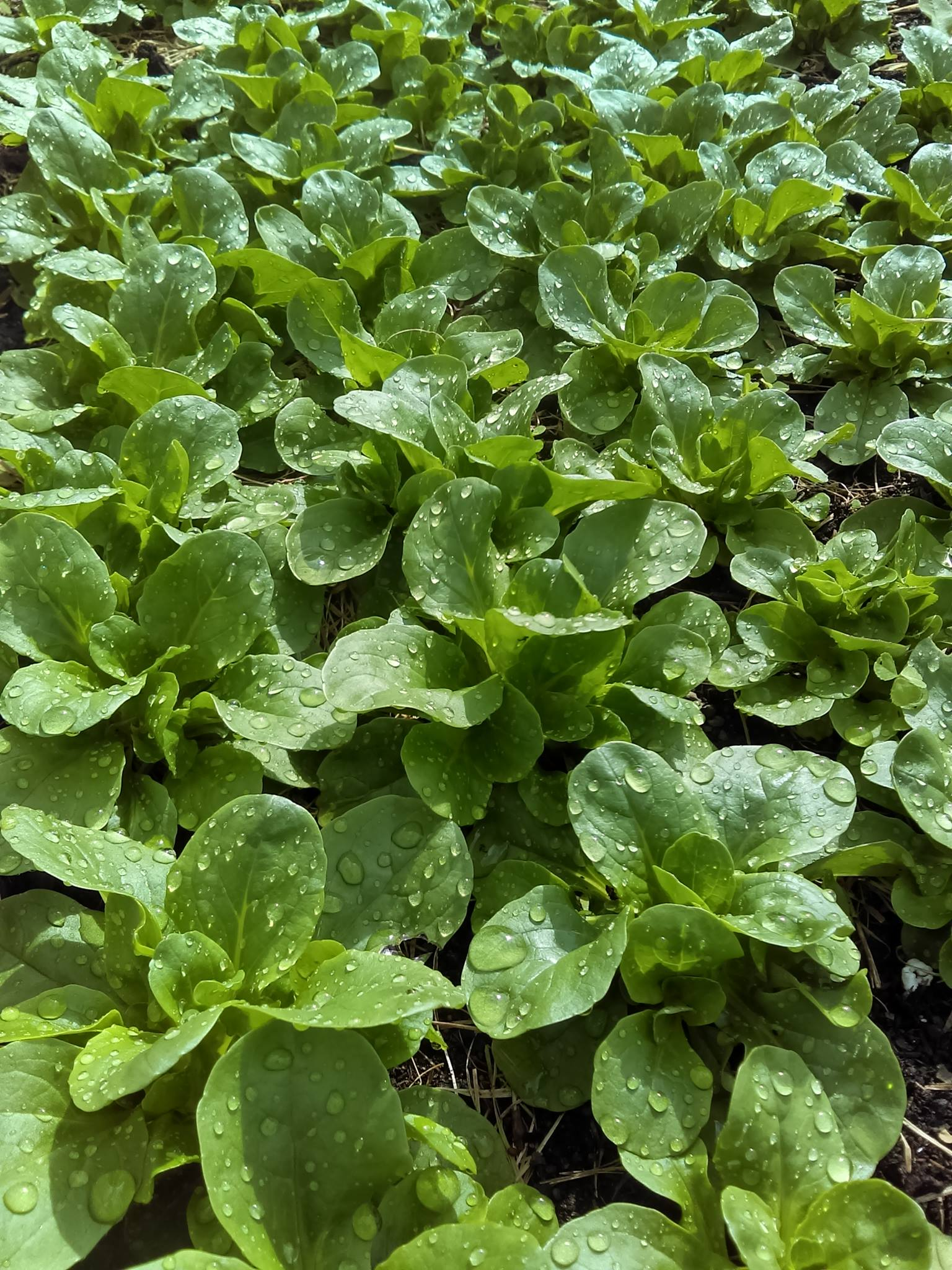
Culture de la mâche.

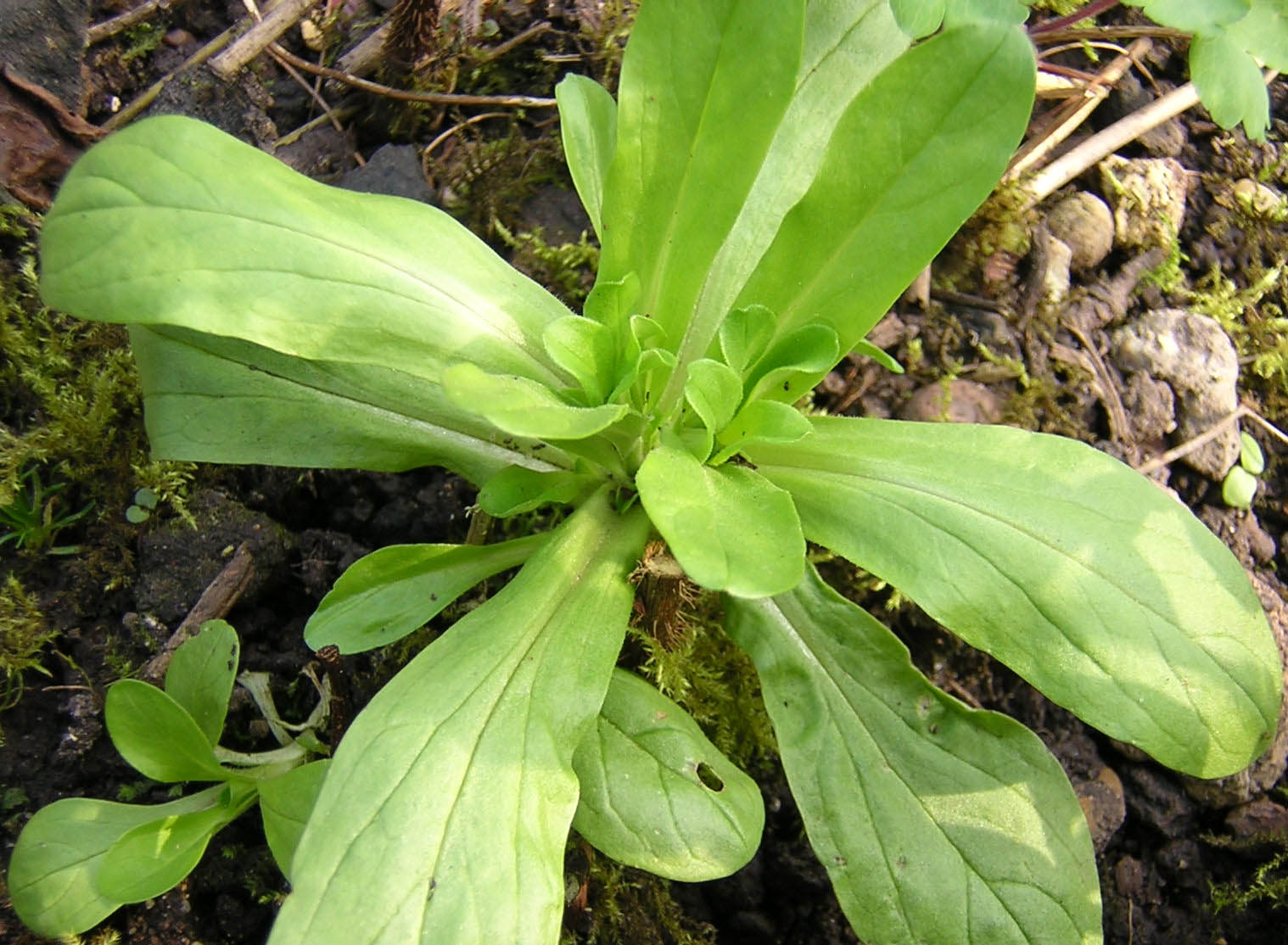
À un stade plus avancé.

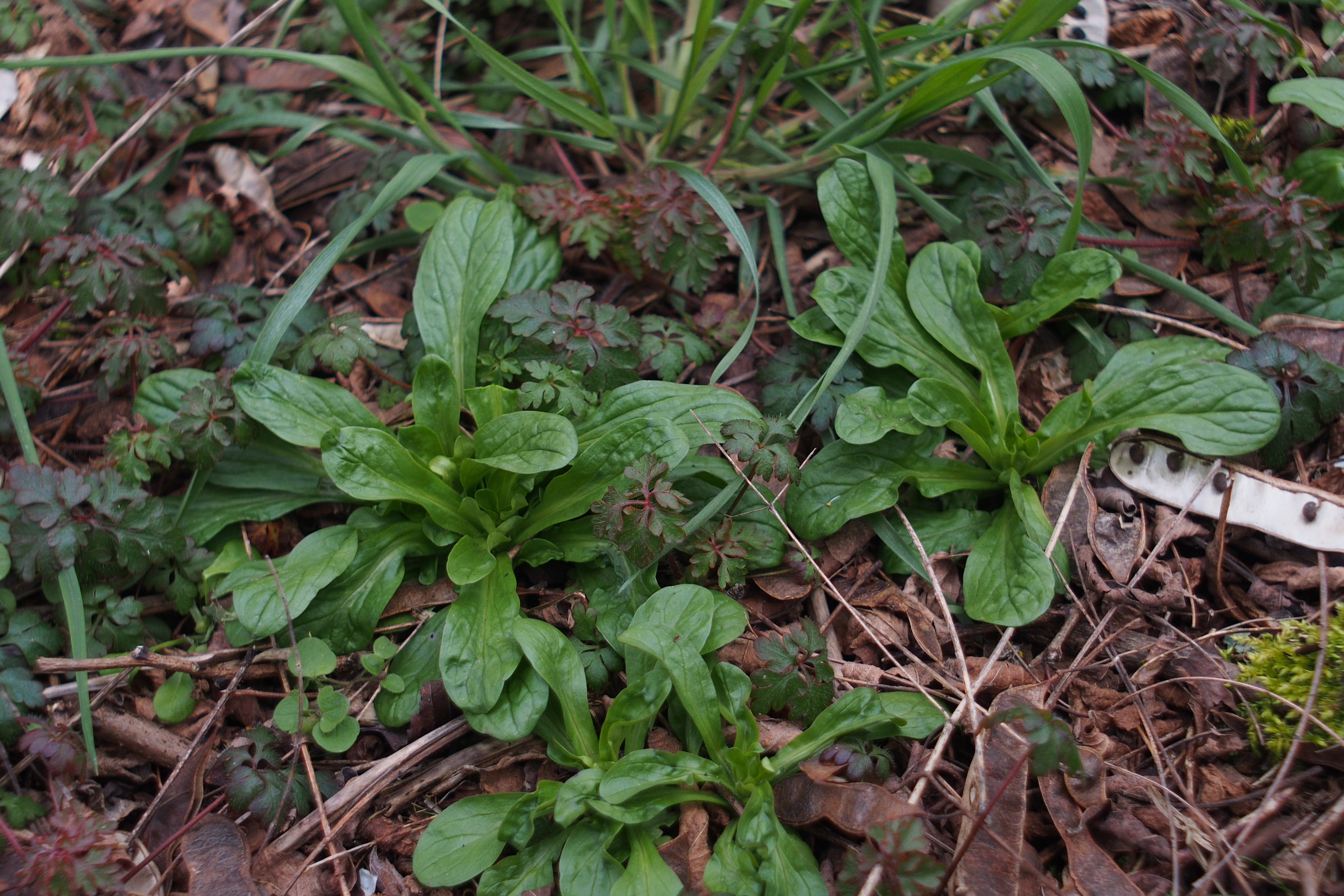
Mâche poussant en petit groupe.

La mâche est soit vendue en vrac au poids, soit conditionnée dans des barquettes sous un film de plastique alimentaire.
Les jeunes feuilles de la mâche possèdent un goût de noisette plus prononcé que la forme cultivée (comparaison incompréhensible "jeunes feuilles" vs "cultivée"), légèrement aromatique et sucré. Elles sont généralement consommées crues en salade, éventuellement mélangées avec des pommes, des noix, des betteraves, des œufs durs, etc. Les feuilles plus âgées, les tiges encore tendres et les inflorescences peuvent aussi être consommées mais les organes végétatifs ont perdu leur valeur gustative.
Les rosettes de feuilles peuvent aussi être consommées légèrement cuites comme des épinards.

### Médicinal
La mâche est émolliente, dépurative, laxative et diurétique.
Elle est riche en bêtacarotènes et en oméga-3 (240 mg pour 100 g). Également, elle possède très peu de calories (19 kcal pour 100 g) et est donc appropriée dans le cadre d'un régime amaigrissant.

## Risques de confusion
Il existe de nombreuses espèces de mâche dans la nature (Mâche d'Italie Valerianella eriocarpa (en), V. Coronata, V. carinata, V. vesicaria) mais elles sont toutes comestibles. 
Il existe également des épilobes (Epilobium roseum, Epilobium tetragonum) dont les jeunes rosettes de feuilles ressemblent aux mâches et poussent souvent dans les mêmes lieux. Mais les feuilles de ces épilobes sont généralement rougeâtres, dentées, aux nervures marquées et restent comestibles, même si elles ont une saveur moins agréable que les mâches (moins mucilagineuses).

## Calendrier républicain
La mâche voit son nom attribué au 6e jour du mois de frimaire du calendrier républicain ou révolutionnaire français, généralement chaque 26 novembre du calendrier grégorien.